# Гекбот
Гекбот (нем. Heckboot) — парусное грузовое судно.

## Описание судов
Представляли собой грузовые трехмачтовые суда с близким к фрегатскому парусным вооружением и использовались для перевозки войск и воинских грузов. Артиллерийское вооружение на этих судах не предусматривалось, однако принимавшие участие в осаде Баку гекботы временно оснащались пушками, мортирами и гаубицами и применялись в том числе в качестве бомбардирских судов.

## Применение

### В Российском императорском флоте
В Российском императорском флоте начало строительства гекботов было связано с Персидским походом 1722—1723 годов и продолжалось до середины XVIII века. Строились в Казани и Нижнем Новгороде, несли службу в составе Каспийской флотилии. После окончания боевых действий гекботы продолжали использоваться на Каспийском море для грузовых перевозок и доставки провианта в русские укрепления, а также в качестве гидрографических и исследовательских судов.

## Галерея
Чертежи гекботов Фредрика Хенрика Чапмана из «Architectura Navalis Mercatoria»:
- Чертёж гекбота VIII
- Чертёж гекбота IX
- Чертёж гекбота X
- Чертёж гекбота XI